# Virginia Bolten
Virginia Bolten   (San Luis, 26 de desembre de 1876 - Montevideo, 1960) va ser una militant anarquista, sindicalista i periodista feminista, amb actuació a les ciutats de Buenos Aires, Rosario i Montevideo.
Va dirigir el periòdic anarcofeminista argentí La Voz de la Mujer, en la seva versió de Rosario el 1899 i La Nueva Senda de Montevideo, quan Juana Rouco Buela va haver d'amagar-se a causa de la persecució policial. Va ser activa redactora i corresponsal del diari anarquista La Protesta Humana. Va ser representant i promotora de la Federació Obrera Argentina (després FORA). En la dècada de 1910, Virginia Bolten s'apropa a la tendència anarcobatllista, que recolzava les lleis laborals del president uruguaià José Batlle y Ordóñez (1903-1907 i 1911-1915).

## Biografia
Vora la dècada de 1850, el pare de Virginia Bolten ―un estudiant que tenia idees contràries a les del règim militarista alemany― va emigrar a Xile. Des d'allà va creuar les muntanyes i va arribar a la província de San Luis. Va aconseguir una feina en una gran sala que era propietat de la família Sánchez. Allí es va enamorar de Dominga Sánchez, filla del ramader. Es van casar i va tenir quatre fills: Dominga, Enrique, Virginia i Manuel.
Nora Usenky i Marian Fontana, professors d'història i investigadors de Rosario també afirmen que Virginia Bolten va néixer a la província de San Luis.
Segons l'investigador Plácido Grela, Virginia Bolton podria haver nascut a la ciutat de San Juan.
Una altra versió assenyala que va néixer a la República Oriental de l'Uruguai, possiblement perquè en la seva maduresa va ser exiliada allà.
Quan els fills van ser adolescents, el matrimoni va decidir separar-se. Van partir cadascun de l'estancia ―l'alemany treballaria com a venedor ambulant― i van deixar als seus quatre fills sols en el camp.
Els quatre germans Bolten es van quedar un temps a San Luis i després van decidir emigrar. Manuel i Dominga es van mudar directament a Rosario, mentre que Enrique i Virgínia «es van tornar més bohemis i van recórrer més llocs».
Virginia va acabar radicant-se a la zona nord de la ciutat de Rosario (província de Santa Fe), al barri obrer que s'havia aixecat als voltants de la Refineria Argentina de Sucre, una gran planta industrial que es va inaugurar el 1889 i que va donar origen a l'actual barri Refinería.
Va aconseguir treball en l'empresa de sucre Refinería Argentina.
Va contreure matrimoni amb un anarquista uruguaià de cognom Márquez (o Manrique), activista en el gremi dels sabaters.
L'abril del 1890, Virginia Bolten va ser detinguda per distribuir «propaganda anarquista» entre els treballadors de la refineria.
El diari La Capital del 2 de maig de 1890 informava que la columna de persones que va marxar per primera vegada a la plaça López (zona centre-sud de Rosario) per commemorar el Primer de Maig estava encapçalada per Virginia Bolten. Portava una bandera negra amb lletres vermelles que resava: «Primer de Maig, Fraternitat Universal. Els treballadors de Rosario complim les disposicions del Comitè Obrer Internacional de
París».
Després de pronunciar un discurs revolucionari i difondre propaganda anarquista entre els treballadors presents, va ser detinguda sota el càrrec d'atemptar contra l'ordre social. Va ser la primera dona oradora en una concentració obrera.
Poc se sap dels últims anys de la seva vida. Durant 1923 va integrar el Centre Internacional d'Estudis Socials, una associació llibertària de Montevideo. Segons es creu, va continuar vivint al barri de Manga, a Montevideo, fins a la seva mort, que va esdevenir cap a 1960.

## Periodisme

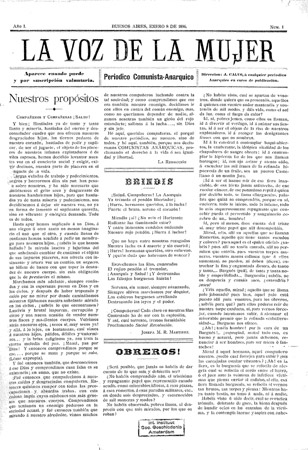
Portada del diari La Voz de la Mujer (1896).

Des del 8 de gener de 1896 fins a l'1 de gener de 1897 va editar els nou números del diari anarcofeminista La Voz de la Mujer, el primer diari de tendència anarcofeminista de l'Argentina, el lema de la qual era «Ni Déu, ni patró, ni marit». El finançava amb el seu mínim sou com a operària d'una fàbrica de sabates.
El periòdic avisava: «Apareix quan pot».
En aquest diari es difonien els ideals del comunisme llibertari, les injustícies contra els treballadors i especialment contra les dones. També va col·laborar a les pàgines de La Protesta.

## Militància
Va participar com a oradora en actes anarquistes de ciutats com San Nicolás de los Arroyos,
Campana,
Tandil i
Mendoza.
Va ser acomiadada de la Refineria per exigir millors condicions laborals per a les dones. El novembre de 1900 va ser arrestada a Rosario juntament amb Teresa Marchisio i altres quatre anarquistes per organitzar una contramarxa de rebig a la processó catòlica de la Verge de la Roca.
També va organitzar la Casa del Poble amb altres anarquistes i hi van realitzar esdeveniments políticoculturals, debats, discussions, recitals poètics i teatre per als obrers.
El 20 d'octubre de 1901 va ser arrestada per distribuir propaganda anarquista a les portes de la Refineria Argentina, a la zona nord de Rosario. La policia va atacar els obrers i en va matar un, l'anarquista Cosme Budislavich. Bolten va ser testimoni de l'assassinat.
El 1902 es va refugiar a l'Uruguai. L'1 de maig de 1902 va participar en una manifestació a Montevideo pel Dia del Treballador, i com a oradora va denunciar la Llei de Residència que s'havia instaurat a Argentina, i la repressió al moviment obrer. Aquest any va participar també d'un acte del Sindicat Portuari al Teatre San Martín (Montevideo).
El 1902 va liderar una vaga de xofers de tramvies de Rosario.
El 1904 va tornar a Buenos Aires i va formar part del Comitè de Vaga Femení organitzat per la FORA (Federació Obrera Argentina) i va mobilitzar treballadors del Mercat de Fruites de Buenos Aires. Aquestes febrils activitats van causar en Virginia Bolten una deterioració de la seva salut; els seus companys del grup de teatre Germinal van iniciar una col·lecta en el seu benefici.

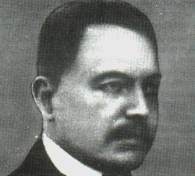
Hipólito Yrigoyen (1852-1933) el 1893. Va ser el cap de la Revolució radical de 1905.

L'alçament cívicomilitar del Partit Radical de 1905 va ser l'excusa del president Manuel Quintana per reprimir les bases més combatives dels treballadors. Encara que l'anarquisme no va participar en la revolta, els seus dirigents van ser arrestats, perseguits i fins a deportats. Bolten i el seu company Márquez (o Manrique) van ser novament arrestats. A ell, se li va aplicar la Llei de Residència, per la qual cosa va ser deportat a l'Uruguai, juntament amb els seus petits fills. Bolten es va quedar a Buenos Aires.
El 1907, Bolten va participar en la vaga d'inquilins com a part del Centre Femení Anarquista. Va ser arrestada, i com es va fer passar per uruguaiana, se li va aplicar la Llei de Residència i va ser expulsada a l'Uruguai.
A Montevideo es va reunir amb la seva família, composta per Márquez (o Manrique) i els seus fills petits.
Es va radicar definitivament a la capital uruguaiana. La seva casa es va convertir en una base d'operacions dels anarquistes deportats des de l'Argentina.
El 1909 va col·laborar amb el periòdic anarcofeminista dirigit per Juana Rouco Buela, La Nueva Senda (1909-1910). A Montevideo va organitzar protestes per la brutal repressió de l'1 de maig de 1909 a Buenos Aires, on les forces policials de Ramón Falcón van assassinar prop d'una desena d'obrers. També va participar en la campanya a favor del pedagog llibertari Francesc Ferrer Guàrdia, afusellat a Montjuïc el 1911. En aquest any va treballar en l'Associació Femenina Emancipació, organitzant a les dones anticlericals, a les operadores telefòniques (en la seva majoria dones) i va activar contra les sufragistes femenines.
Va formar part del grup que va recolzar l'anarcobatllisme amb Francisco Berri, Adrián Zamboni i Orsini Bertani, és a dir, anarquistes que recolzaven al règim del president reformista uruguaià José Batlle y Ordóñez (1856-1929), que en el seu segon mandat va iniciar un immens programa de reforma:
- va separar l'Església de l'Estat i la repartició pública,
- va eliminar els crucifixos dels hospitals,
- va llevar tota referència a Déu i a la Bíblia en els juraments de funcionaris públics,
- va atorgar drets als sindicats i als partits polítics,
- va implantar la jornada laboral de vuit hores,
- el sufragi femení (va ser el segon país d'Amèrica a legalitzar-ho, després del Canadà el 1917),
- va introduir l'assignació per desocupació,
- va legalitzar el divorci,
- va multiplicar les escoles secundàries,
- va abolir les lleis de residència d'Uruguai (que s'aplicaven contra anarquistes exiliats per la Llei de Residència de l'Argentina),
- va dur a terme una campanya per llevar-li el control de la indústria i les terres a capitalistes estrangers (especialment els britànics tenien una immensa influència a l'Uruguai).
- va nacionalitzar diverses empreses de capitals estrangers i
- va nacionalitzar diversos monopolis privats uruguaians.

Durant aquest procés, l'anarquisme va perdre protagonisme, fins a 1916 i 1917 on la carestia de la vida i la influència de la Revolució Russa van revitalitzar el moviment. El juliol de 1913, El Socialista, diari oficial del partit, va atacar fortament Bolten i el seu grup, acusant-los de trair al moviment obrer.

## Recerca
Els investigadors Agustina Prieto (Rosario), Laura Fernández Cordero (Buenos Aires) i Pascual Muñoz (Montevideo) van iniciar una recerca sobre els documents històrics relacionats amb la vida de Virginia Bolten, que es va publicar a principis de 2014, sota el títol de Tras los pasos de Virginia Bolten. Entre els documents trobats figura el certificat de naixement, ja que va néixer el 26 de desembre de 1876, a San Luis, raó per la qual és poc probable que ocupés un paper central en la manifestació obrera de Rosario de 1890. També van trobar el certificat de baptisme catòlic de la seva primera filla l'any 1896, batejada com a María Milagra Zulema. El baptisme i el nom que dona a la seva primera filla es diferencia de la manca de baptisme i els noms donats a la seva posterior fills. Urano Líber va néixer probablement el 1898, i Acracia, nascut en una data sense determinar: 
Abans de les troballes documentals, els autors del treball posen en dubte els fets que s'atribueixen a Virginia Bolten en la dècada de 1890, des de la seva participació en l'acte de l'1 de maig de 1890 a la detenció per a la distribució de fullets. Els autors afirmen:
| « | ...ante tantas dudas, una certeza: Virginia Bolten es un mito potente. Y no vendrá este trabajo colectivo a discutirlo. Queremos, sí, desandar algunos pasos en la construcción de aquellas imágenes míticas para recuperar otras dimensiones de la biografía política de Bolten. Un recorrido que rescate, también, su participación en la prensa y sus escritos. | » |

## Llegat
L'actriu Esther Goris es va basar en el treball de Nora Usenky i Mariana Fontana, professores d'història i investigadores de Rosario, com a referència per escriure el guió amb Graciela Maglie de la pel·lícula Ni dios, ni patrón, ni marido (2009) sobre Virginia Bolten, interpretada per l'actriu Eugenia Tobal.